# Buffalo Bill e gli indiani
Buffalo Bill e gli indiani (Buffalo Bill and the Indians, or Sitting Bull's History Lesson) è un film del 1976 diretto da Robert Altman.
Il film risulta interessante per la rilettura in chiave realistica e non mitologica-hollywoodiana del personaggio di Buffalo Bill, che appare qui come un personaggio scavalcato dalla sua fama, in crisi dopo aver incontrato la figura spirituale di Toro Seduto.

## Produzione
Dino De Laurentiis aveva acquisito i diritti per Ragtime, soggetto che interessava Altman, che tuttavia riteneva troppo costoso per il momento, nell'attesa decide di proporre un altro soggetto al regista di Kansas City: la commedia di Arthur Kopit Indians che verrà riscritta completamente da Altman e Alan Rudoph.
Il budget che il regista ha a disposizione è il più alto della sua carriera: 6 milioni di dollari che sfrutterà per ingaggiare due icone hollywoodiane del western: Paul Newman, scelta strategica come Warren Beatty ne I compari, e Burt Lancaster, oltre ai popolarissimi "indiani" Will Sampson e Harvey Keitel.
Il progetto è la demitizzazione del più popolare eroe western. Altman stesso dichiarerà:
Insomma Buffalo Bill è uno che sa stare a cavallo e sparare come tutti ai suoi tempi, ed una volta scritturato come attore, bello, biondo ed americano, costruendogli addosso il mito risulta semplice. Buffalo Bill è la prima star del sistema: da un lato perfetto, dall'altro la rappresentazione degli indiani stupratori, alcolizzati, scotennatori.»
(Robert Altman)
L'incontro, per la scritturazione di un contratto, in uno degli spettacoli da circo di Bill, con il Capo Spirituale di una tribù di una riserva li vicino: Toro seduto.

## Premi e riconoscimenti
- Festival di Berlino 1976: Orso d'oro